# Miss Italia 1985

Le miss vincitrici dei titoli nazionali dell'edizione 1985

Miss Italia 1985 si è svolta a Salsomaggiore Terme in tre serate: il 30 e il 31 agosto e il 1º settembre 1985. Il concorso è stato condotto da Marco Predolin e Amanda Lear, in differita da Salsomaggiore Terme su Canale 5, con la direzione artistica di Enzo Mirigliani e l'organizzazione di Mirigliani con la collaborazione del gruppo Fininvest. La giuria presieduta da Pasquale Festa Campanile ha incoronato la vincitrice del concorso, la diciassettenne Eleonora Resta di Bergamo.

## Risultati
| Risultato finale    | Concorrente             |
| ------------------- | ----------------------- |
| Miss Italia 1985    | - – Eleonora Resta      |
| Miss Eleganza       | - – Paola Ducci         |
| Miss Cinema         | - – Alessandra Carella  |
| Miss Modella Domani | - – Elisabetta Viaggi   |
| Miss Computer       | - – Giovanna Capelletto |

## Concorrenti
La lista è composta dalle ragazze che parteciparono alla finale di Salsomaggiore e al concorso di Bellezza "Ragazza in Gambissime" svoltasi a San Benedetto del Tronto.
01) Silvia Mazzon (Miss Veneto)

02) Alessandra Carella (Ragazza in Gambissime Toscana)

03) Luana Marin (Selezione Fotografica)

04) Maria Grazia Cicala (Miss Valle d'Aosta)

05) Sabrina Sabatini (Miss Piemonte)

06) Michela Nazzi (Miss Friuli Venezia Giulia)

07) Nadia Trochin (Miss Trivento)

08) Stefania Genta (Miss Liguria)

09) Monica Miselli (Miss Emilia)

10) Anna Camilla Matteucci (Miss Romagna)

11) Stefania Ceccarelli (Miss Toscana)

12) Barbara Capponi (Miss Marche)

13) Piera Crivelli (Miss Lazio)

14) Marialuisa Fermo (Miss Campania)

15) Stefania Palmisano (Miss Muretto D'Alassio)

16) Lorella Biagiola (Miss Cinema Marche)

17) Silvana Del Monaco (Miss Cinema Campania)

18) Alessandra Anatilopan (Miss Cinema Puglia)

19) Cinzia Zanchi (Miss Eleganza Lombardia)

20) Annamaria Morra (Miss Eleganza Lazio)

21) Morena Stizza (Selezione Eleganza)

22) Sonia Camellini (Selezione Fotografica)

23) Loredana Ceci (Selezione Fotografica)

24) Daniela Damato (Selezione Fotografica)

25) Patrizia Della Rosa (Selezione Fotografica)

26) Elena Friggi (Selezione Fotografica)

27) Valeria Negrini (Selezione Fotografica)

28) Paola Scandella (Selezione Fotografica)

29) Giorgia Zanati (Selezione Fotografica)

30) Angela Boccali (Miss Umbria)

31) Silvana Santone (Miss Molise)

32) Laura Netti (Miss Puglia)

33) Monica Cristallo (Miss Basilicata)

34) Patrizia Perla (Miss Calabria)

35) Amalia Porcino (Miss Sicilia)

36) Deborah Torchio (Miss Cinema Piemonte)

37) Marialba Gorni (Miss Cinema Lombardia)

38) Martina Hauser (Miss Cinema Veneto)

39) Marina Zampieri (Miss Cinema Friuli Venezia Giulia)

40) Viviana Bazzani (Miss Cinema Liguria)

41) Katia Cremona (Miss Cinema Emilia)

42) Paola Caltabiano (Miss Eleganza Valle d'Aosta)

43) Giovanna Corradone (Miss Eleganza Sicilia)

44) Barbara Berni (Selezione Eleganza)

45) Lucilla Falancia (Selezione Eleganza)

46) Ombretta Macchioni (Selezione Eleganza)

47) Monica Rosetti (Selezione Eleganza)

48) Maria Rosa Alfano (Selezione Fotografica)

49) Anna Amoroso (Selezione Fotografica)

50) Eliana Boneschi (Selezione Fotografica)

51) Patrizia Costa (Selezione Fotografica)

52) Corinne Cruciata (Selezione Fotografica)

53) Beatrice Del Rosso (Selezione Fotografica)

54) Laura Di Mauro (Selezione Fotografica)

55) Silvia Distaso (Selezione Fotografica)

56) Patrizia Maestranzi (Selezione Fotografica)

57) Stefania Morelli (Selezione Fotografica)

58) Laura Moretti (Ragazza in Gambissima Valle d'Aosta)

59) Anna Maria Verra (Ragazza in Gambissima Piemonte)

60) Suzy Ferraro (Ragazza in Gambissima Trentino Alto Adige)

61) Tiziana Barnobi (Ragazza in Gambissima Friuli Venezia Giulia)

62) Fernanda Bozzi (Ragazza in Gambissima Emilia)

63) Sabrina Succi (Ragazza in Gambissima Romagna)

64) Alessandra Boragine (Ragazza in Gambissima Marche)

65) Daniela Di Buò (Ragazza in Gambissima Abruzzo)

66) Vittoria Flora Aniello (Ragazza in Gambissima Campania)

67) Rosaria Addeo (Ragazza in Gambissima Campania)

68) Cinzia Piazza (Ragazza in Gambissima Puglia)

69) Anna Leone (Ragazza in Gambissima Calabria)

70) Sabrina Sabatini (Selezione Fotografica)

71) Antonella Gregorini (Selezione Fotografica)

72) Irene Biroli (Selezione Fotografica)

73) Emilia Cuccinello (Selezione Fotografica)

74) Silvia Pezzutto (Selezione Fotografica)

75) Maria Grazia Narsi (Selezione Fotografica)

76) Ilaria Imbrioscia (Selezione Fotografica)

77) Donatella Galvani (Selezione Fotografica)

78) Cosima Locra (Selezione Fotografica)

79) Maria Cinzia Odelscalchi (Selezione Fotografica)

80) Cristiana Paradisi (Selezione Fotografica)

81) Sara Alessandrini (Selezione Fotografica)

82) Antonella Zamboni (Selezione Fotografica)

83) Anna Moroso (Selezione Fotografica)

84) Paola Scandella (Selezione Fotografica)

85) Irish Moonen (Selezione Estera)

86) Alexandra Shilling (Selezione Estera)

87) Nicola Tavoni (Selezione Estera)

88) Loredana Ceci (Selezione Estera)

89) Mariagrazia Cicala (Selezione Fotografica)

90) Beatrice Del Rosso

91) Sabrina Montagna (Ragazza in Gambissima Italia)

92) Sabine Lamprecht (Ragazza in Gambissima Internazionale)

93) Betty Mariani (Ragazza Ok)

94) Giusy Mariani (Ragazza Ok)

95) Francesca Cacia (Indossatrice Domani)

96) Eleonora Resta (Miss Lombardia)

97) Paola Ducci (Miss Roma)

98) Giovanna Capelletto (Miss Sardegna)

99) Elisabetta Viaggi (Miss Linea Sprint)

100) Loredana Bergamini (Miss Eleganza Liguria)